# Mordellistena serratipes
Mordellistena serratipes es una especie de coleóptero de la familia Mordellidae.

## Distribución geográfica
Habita en Papúa.